# الخط الزمني لأزمة البحر الأحمر (يونيو2024 - الحاضر)
تسرد هذه المقالة الخط الزمني خلال الفترة من شهر يونيو 2024 إلى االوقت الحاضر لأزمة البحر الأحمر أو تدخل حركة أنصار الله في الحرب الإسرائيلية الفلسطينية أو هجمات اليمن على إسرائيل وأطلق عليها المجلس السياسي الأعلى في اليمن اسم معركة الفتح الموعود والجهاد المقدس، هي هجمات شنتها القوات المسلحة اليمنية الموالية لأنصار الله الحوثيين على إسرائيل خلال الحرب الفلسطينية الإسرائيلية 2023 بهدف الضغط على إسرائيل لوقف عدوانها على قطاع غزة الذي قتل فيه أكثر من 34,568 فلسطيني معظمهم من النساء والأطفال، واشتملت الهجمات على عمليات قصف لجنوب إسرائيل باستخدام الصواريخ الباليستية والجوالة والطائرات المسيرة، وأعلنت منع مرور السفن الإسرائيلية والتابعة لاسرائيلين من العبور من مضيق باب المندب والبحر الأحمر والبحر العربي وخليج عدن، وشنَّت هجمات على السفن الإسرائيلية باستخدام المسيرات البحرية والصواريخ البحرية واحتجزت سفينة واحدة على الأقل، وفي 9 ديسمبر أعلنت منع مرور جميع السفن من جميع الجنسيات المتوجهة من وإلى الموانئ الإسرائيلية إذا لم تدخل احتياجات قطاع غزة من الدواء والغذاء، وشنَّت الولايات المتحدة الأمريكية والمملكة المتحدة سلسلة هجمات على مناطق سيطرة حركة أنصار الله في اليمن؛ رداً على استهداف السفن في البحر الأحمر وخليج عدن وعلى إثر الهجمات الأمريكية والبريطانية على اليمن أعلن قائد حركة أنصار الله عبد الملك الحوثي توسيع دائرة الاستهداف لتشمل السفن الأمريكية البريطانية.

## الأحداث

### يونيو

#### 1 يونيو
أعلنت القيادة المركزية الأمريكية تصدي قواتها يوم 31 مايو 2024 لأربع طائرات مسيرة 3 في المجال الجوي للبحر الأحمر وطائرة في خليج عدن، وأشارت إلى سقوط طائرة مسيرة في البحر الأحمر أطلقت من مناطق سيطرة حركة أنصار الله الحوثيون في اليمن، وأشارت إلى إطلاق القوات المسلحة اليمنية الموالية للحوثيون لصاروخين بالستيين مضادين للسفن باتجاه خليج عدن. وأعلنت شركة الأمن البحري البريطانية أمبري عن تلقيها بلاغا بهجوم صاروخي على بعد 47 ميلا بحريا غرب مدينة الحديدة اليمنية. وأعلنت هيئة عمليات التجارة البحرية البريطانية وقوع حادث بحري على 48 ميلا بحريا جنوب غرب مدينة الحديدة اليمنية. بينما أعلنت القوات المسلحة اليمنية الموالية لحركة أنصار الله الحوثيون استهداف حاملة الطائرات الأمريكية يو إس إس دوايت أيزنهاور للمرة الثانية خلال 24 ساعة في شمال البحر الأحمر، بعدد لم تحدده من الصواريخ والطائرات المسيرة واستهداف مدمرة أمريكية لم تحدد اسمها في البحر الأحمر بعدد غير محدد من الطائرات المسيرة، واكدت إصابة المدمرة إصابة مباشرة. واشارت إلى أستهداف سفينة ماينا بعمليتين في البحر الأحمر وبحر العرب واستهداف سفينة العريق في المحيط الهندي، وسفينة أبلياني في البحر الأحمر، وأشارت إلى أنها استهدفت السفن بسبب انتهاك الشركات المالكة للسفن "قرار حظر الدخول إلى مواني فلسطين المحتلة"، وأكدت على نجاح عمليات الاستهداف وإصابة السفن بشكل مباشر ودقيق.

#### 2 يونيو
أعلنت القيادة المركزية الأمريكية نجاح قواتها في تدمير صاروخين باليستيين مضادين للسفن أطلقت من مناطق سيطرة حركة أنصار الله في اليمن بتجاه المدمرة الأمريكية يو إس إس غريفلي في جنوب البحر الأحمر، وأضافت أن قواتها دمرت طائرة مسيرة أطلقت من اليمن في جنوب البحر الأحمر وتحطم طائرتين مسيرتين في البحر الأحمر.

#### 3 يونيو
أعلنت القيادة المركزية الأمريكية تدمير طائرة دون طيار في جنوب البحر الأحمر تابعة للقوات المسلحة اليمنية الموالية لحركة أنصار الله. وشيع 15 ضابطا من القوات المسلحة اليمنية الموالية لحركة أنصار الله الحوثيون في صنعاء قتلوا في الغارات الأمريكية والبريطانية على محافظة الحديدة في 30 مايو 2024. وأعلن الجيش الإسرائيلي إطلاق صاروخ أرو لاعتراض صاروخ أرض أرض أطلق من اليمن. وأعلنت القوات المسلحة اليمنية الموالية لحركة أنصار الله الحوثيون عن قصفها مدينة إيلات بصاروخ فلسطين الباليستي، وأكدت نجاح القصف، وأشارت إلى أن القصف يأتي ردا على "جرائم العدو الصهيوني بحق النازحين في منطقة رفح".

#### 5 يونيو
أعلنت القوات المسلحة اليمنية الموالية لحركة أنصار الله الحوثيون استهداف سفينة روزا وسفينة فانتيج دريم في البحر الأحمر بعدد لم تحدده من الصواريخ والطائرات المسيرة، وأشارت إلى أن سبب استهداف السفينتين بسبب انتهاك الشركتين المالكتين لهما قرار "حظر الدخول إلى مواني فلسطين المحتلة" وأعلنت عن استهداف سفينة ميرسك سيليتار الأمريكية بعدد غير محدد من الطائرات المسيرة شرق بحر العرب.

#### 6 يونيو
أعلنت القوات المسلحة اليمنية الموالية لحركة أنصار الله تنفيذ عملية مشتركة مع المقاومة الإسلامية العراقية استهدفت فيها سفينتين تحملان شحنات عسكرية في ميناء حيفاء، وسفينة تجارية انتهكت قرار الدخول لميناء حيفاء. أعلن قائد حركة أنصار الله الحوثيون عبد الملك الحوثي مقتل 55 وجرح 78 شخصا في الغارات الأمريكية والبريطانية على مناطق سيطرة الحركة في اليمن، وأكد على عدم تراجعهم عن موقفهم المساند لغزة بغض النظر عن حجم التصعيد العسكري الأمريكي البريطاني، وتوعد بتكثيف العمليات العسكرية المشتركة مع المقاومة الإسلامية في العراق. ونفى المتحدث باسم الجيش الإسرائيلي استهداف القوات الموالية لحركة أنصار الله الحوثيون والمقاومة الإسلامية في العراق سفنا في ميناء حيفاء، واعتبر إعلانهم غير صحيح. بينما أعلنت شركة الأمن البحري البريطانية أمبري عن تلقيها بلاغا من سفينة يفيد بوقوع انفجار بالقرب منها خلال إبحارها في البحر الأحمر على بعد 19 ميلا بحريا غرب مدينة المخا اليمنية وأعلنت هيئة عمليات التجارة البحرية البريطانية تلقيها بلاغ عن حادث بحري في البحر الأحمر على بعد 27 ميلا بحريا جنوب مدينة المخا اليمنية.

#### 7 يونيو
أعلنت القيادة المركزية الأمريكية تدمير 8 طائرات مسيرة أطلقت من اليمن بتجاه البحر الأحمر وزورقين مسيرين تابعين للقوات الموالية لحركة أنصار الله الحوثيون في البحر الأحمر، قالت القيادة المركزية الأمريكية في بيان منفصل ان القوات الموالية لحركة أنصار الله الحوثيون أطلقت 4 صواريخ باليستية مضادة للسفن من مناطق سيطرتها في اليمن باتجاه البحر الأحمر، واشارت الى ان قواتها دمرت 4 طائرات مسيرة في مناطق سيطرة الحركة في اليمن وتدمير زورق دورية في البحر الأحمر، واكدت اسقاطها لطائرة مسيرة اطلقت من مناطق سيطرة الحركة. وأعلن 4 غارات جوية أمريكية وبريطانية تستهدف مطار الحديدة الدولي وقوارب الصيادين في مرسى الجاد بميناء الصليف بمحافظة الحديدة. وعن غارة جوية استهدفت معسكر الصيانة بمدينة صنعاء. وأعلنت القوات المسلحة اليمنية الموالية لحركة أنصار الله استهداف سفينة إلبيلا وسفينة أي ال جنوة في البحر الأحمر بعدد لم تحدده من الطائرات المسيرة والصواريخ المجنحة والبحرية، أشارت إلى أنها استهدفت السفينتين بسبب انتهاك الشركتين المالكتين لهما "قرار حظر الدخول إلى مواني فلسطين المحتلة".

#### 9 يونيو
أعلنت هيئة التجارة البحرية البريطانية وقوع هجوم على سفينة في خليج عدن خلال إبحارها على بعد 80 ميلا بحريا من جنوب شرق مدينة عدن اليمنية، وأعلنت في بيان منفصل عن اندلاع حريق على متن سفينة تعرضت لهجوم في خليج عن خلال إبحارها على بعد 70 ميلا بحريا من جنوب شرق مدينة عدن، وفي بيان لاحق أعلنت الهيئةعن تعرض سفينة لهجوم صاروخي في خليج عدن خلال إبحارها على بعد 89 ميلا بحريا من جنوب غرب مدينة عدن اليمنية. بينما أعلنت شركة الأمن البحري البريطانية أمبري عن تعرض سفينة نقل بضائع ترفع علم أنتيغوا وباربودا خلال إبحارها في خليج عدن على بعد 83 ميلا بحريا من جنوب شرق مدينة عدن اليمنية لهجوم بصواريخ نتج عنه اندلاع حريق على متنها، وأشارت إلى تعرض السفينة لإطلاق نار من قوارب صغير خلال الهجوم. وأعلن عن 3 غارات جوية أمريكية وبريطانية تستهدف أهدافا في منطقة الجبانة بمحافظة الحديدة اليمنية. بينما أعلنت القوات المسلحة اليمنية الموالية لحركة أنصار الله الحوثيون استهداف سفينة نورديرني واندلاع حريق على متنها، وسفينة إم إس سي تافيشي في بحر العرب بعدد لم تحدده من الصواريخ البحرية والباليستية والطائرات المسيرة، واستهداف المدمرة البريطانية دايموند في البحر الأحمر بعدد لم تحدده من الصواريخ الباليستية، وأكدت على أن الصواريخ أصابت السفينة بدقة، وأشارت إلى أنها استهدفت المدمرة البريطانية ردا على "المجزرة" التي ارتكبها الجيش الإسرائيلي في مخيم النصيرات في قطاع غزة. وفي المقابل نفت وزارة الدفاع البريطانية تعرض المدمرة البريطانية دايموند لهجوم في البحر الأحمر، واعتبرت بيان القوات المسلحة اليمنية الموالية لحركة أنصار الله الحوثيون "ادعاء غير صحيح" .

#### 10 يونيو
قالت القيادة المركزية الأمريكية إن القوات المسلحة اليمنية الموالية لحركة أنصار الله الحوثيون أطلقت يوم 9 يونيو 2024 من مناطق سيطرتها صاروخين باليستيين مضادين للسفن باتجاه خليج عدن أصاب أحدهم سفينة إم إس سي تافيشي بينما الصاروخ الثاني اعترضته سفينة حربية تابعة لتحالف الازدهار، وأضافت أن القوات المسلحة اليمنية الموالية لحركة أنصار الله أطلقت صاروخا باليستيا مضادا للسفن وصاروخ كروز مضادا للسفن أصابا سفينة نورديرني في خليج عدن، وأشارت إلى نجاح قواتها في تدمير طائرة مسيرة في خليج عدن أطلقت من مناطق سيطرة حركة أنصار الله الحوثيون في اليمن، وأكدت نجاح قواتها في تدمير صاروخي كروز ومنصة إطلاق صواريخ في مناطق سيطرة الحركة في اليمن.

#### 11 يونيو
أعلنت وكالة الأنباء اليمنية (سبأ) الرسمية في صنعاء تعرض مديرية الصليف في محافظة الحديدة لثلاث غارات جوية أمريكية وبريطانية.

#### 12 يونيو
أعلنت القيادة المركزية الأمريكية نجاح قواتها في تدمير منصتي إطلاق صواريخ كروز مضادة للسفن في مناطق سيطرة حركة أنصار الله الحوثيون في اليمن، وأشارت إلى أنها شكلت تهديدا مباشرا للسفن والقوات الأمريكية وتحالف حارس الازدهار في المنطقة. وأعلنت شركة الأمن البحري البريطانية أمبري عن تعرض السفينة اليونانية توتر التي ترفع علم ليبيريا لهجوم من مسلحين يعتقد أنهم مولون لحركة أنصار لله على متن زورق في البحر الأحمر على بعد 67.7 ميلا بحريا من جنوب غرب مدينة الحديدة في اليمن، ما تسبب في دخول المياه إلى غرفة محرك السفينة، وأشارت إلى أن السفينة من بين الفئة التي تستهدفها القوات المسلحة اليمنية الموالية لحركة أنصار الله الحوثيون. وأعلنت هيئة التجارة البحرية البريطانية عن تعرض سفينة على بعد 66 ميلا بحريا من جنوب غرب ميناء الحديدة في البحر الأحمر لإصابة وأنها وجهت نداء استغاثة، وأشارت إلى أن قاربا يتراوح طوله بين 5 و 7 أمتار اصطدم بمؤخرة السفينة، وطالبت السفن بتوخي الحذر خلال عبورها المنطقة والإبلاغ عن أي أنشطة مشبوهة، وقالت إن ربان السفينة أبلغ بتعرض السفينة لهجوم جوي آخر وان السفينة لم تعد تحت قيادة طاقمها. أعلنت القوات المسلحة اليمنية الموالية لحركة أنصار الله الحوثيون استهداف سفينة توتر في البحر الأحمر بزورق مسير وعدد لم تحدده من الطائرات المسيرة والصواريخ البحرية، وأكدت على تعرض السفينة لإصابة بالغة وأنها مهددة بالغرق، وأشارت إلى أنها استهدفت السفينة بسبب انتهاك الشركة المالكة لها "قرار حظر الدخول إلى مواني فلسطين المحتلة". وأعلنت القوات المسلحة اليمنية الموالية لحركة أنصار الله الحوثيون تنفيذ عمليتين عسكريتين بالاشتراك مع المقاومة الإسلامية في العراق استهدفت في العملية الأولى "هدفا حيويا" في مدينة أسدود بعدد لم تحدده من الصواريخ المجنحة بينما استهدفت في العملية الثانية "هدف مهم" في مدينة حيفا بعد لم حدده من الطائرات المسيرة، وأكدت نجاح أهداف العملية. بينما أعلنت وكالة الأنباء اليمنية (سبأ) الرسمية في صنعاء شن الطائرات الأمريكية والبريطانية لغارتين جويتين في مديرية التحيتا بمحافظة الحديدة وغارة جوية في منطقة الجبانة بمدينة الحديدة.

#### 13 يونيو
أعلنت وكالة الأنباء اليمنية (سبأ) الرسمية في صنعاء تعرض المجمع الحكومي بمحافظة ريمة وإذاعة ريمة لغارتين جويتين أمريكية وبريطانية، وأشارت إلى إصابة 5 مدنيين في الغارتين. وأعلنت القيادة المركزية الأمريكية نجاح قواتها في تدمير ثلاث منصات لاطلاق صواريخ كروز في مناطق سيطرة حركة أنصار الله في اليمن وانها دمرت طائرة مسيرة اطلقت من مناطق سيطرة الحركة بتجاه البحر الاحمر، واشارت الى ان القوات الموالية للحركة اطلقت صاروخي باليستين مضادين للسفن بتجاه البحر الأحمر، واكدت استهداف سفينة توتر والحاق اضرار بها. أعلنت القيادة المركزية الأمريكية في بيان منفصل إصابة بحار من طاقم سفينة فاربينا بجروح خطير أثر استهداف القوات المسلحة اليمنية الموالية لحركة أنصار الله السفينة بصاروخي كروز مضادين للسفن، وأشارت إلى حدوث أضرار واشتعال النيران على متن السفينة. وأعلنت هيئة عمليات التجارة البحرية البريطانية عن تعرض سفينة كانت تبحر على بعد 98 ميلا بحريا شرق مدينة عدن اليمنية لهجوم بمقذوفين لم يحدد نوعهما تسببا في اندلاع حريق على متن السفينة، وأعلنت الهيئة في تحديث منفصل عن وقوع انفجار قرب سفينة في البحر الأحمر وقعت على بعد 82 ميلا بحريا من شمال غرب مدينة الحديدة اليمنية. في حينأعلنت شركة الأمن البحري البريطانية أمبري عن تلقيها بلاغا ونداء استغاثة من سفينة تعرضت لهجوم خلال إبحارها على بعد 129 ميلا بحريا شرق مدينة عدن، وأكدت إصابة السفينة بصاروخ، وأشارت إلى أن السفينة تتوافق مع فئة السفن التي تستهدفها القوات المسلحة اليمنية الموالية لحركة أنصار الله. وأعلنت القوات المسلحة اليمنية الموالية لحركة أنصار الله الحوثيون تنفيذ قواتها البحرية والصاروخية وسلاح الجو المسير ثلاث عمليات استهدفت في العملية الأولى سفينة فيربينا في بحر العرب واندلاع النيران إثر إصابتها إصابة مباشرة، وفي العملية الثانية استهدفت فيها سي جارديان في البحر الأحمر وإصابتها بشكل مباشر، وفي العملية الثالثة استهدفت سفينة أثينا في البحر الأحمر وإصابتها بشكل مباشر.

#### 14 يونيو
أعلنت هيئة التجارة البحرية البريطانية عن إجلاء طاقم سفينة توتر التي استهدفت يوم 12 يونيو 2024 في البحر الأحمر، إشارات إلى أنه تم ترك السفينة وأنها انجرفت. وأكد أمين وزارة العمال المهاجرين الفلبينية هانز كاكداك فقدان أحد أفراد طاقم سفينة توتر وأنهم يحاولون معرفة مكان البحار المفقود. بينماأعلنت القيادة المركزية الأمريكية تدمير نظام استشعار للدفاع الجوي في مناطق سيطرة حركة أنصار الله، وأكدت نجاح قواتها في تدمير زورق مسير وزروقي دورية تابعين للقوات البحرية اليمنية الموالية لحركة أنصار الله في البحر الأحمر، وأشارت إلى تدمير قواتها لطائرة دون طيار أطلقت من مناطق سيطرة حركة أنصار الله في اليمن باتجاه البحر الأحمر.

#### 15 يونيو
أعلنت القيادة المركزية الأمريكية عن فقدان أحد أفراد طاقم سفينة يونانية تعرضت لهجوم من القوات الموالية لحركة أنصار الله الحوثيون، وان المياه تتسرب إلى السفينة. وأعلنت القيادة المركزية الأمريكية في بيان منفصل نجاح قواتها في تدمير 7 رادارات وقاربين مسيرين وطائرة مسيرة في مناطق سيطرة حركة أنصار الله في اليمن، وأشارت إلى أن الرادارات كانت تستخدم في استهداف السفن التجارية وتعريض الملاحة التجارية للخطر. وقالت هيئة عمليات التجارة البحرية البريطانية إخلاء طاقم سفينة فيربينا التي استهدفت يوم 13 يونيو في خليج عدن على بعد 98 ميلا بحريا من شرق مدينة عدن اليمنية، وأشارت إلى اشتعال النيران في السفينة وان السفينة بدات تغرق. في حين قال المتحدث الرسمي باسم القوات المسلحة اليمنية الموالية لحركة أنصار الله يحيى سريع أن السفن التي استهدفت في الاثنان وسبعون الساعة الماضية مصيرها الغرق، وأشار إلى أن السفينة فيربينا تغرق في خليج عدن بينما السفينة توتر معرضة للغرق خلال ساعات في البحر الأحمر.

#### 16 يونيو
أعلنت هيئة عمليات التجارة البحرية البريطانية عن وقوع انفجارين بالقرب من سفينة كانت تبحر في البحر الأحمر على بعد 40 ميلا بحريا من مدينة المخا اليمنية. وأعلنت القيادة المركزية الأمريكية نقل طاقم سفينة فيربينا الأوكرانية من السفينة إلى منطقة آمنة، وأشارت إلى أن الفرقاطة الإيرانية جماران لم تستجب لطلب الاستغاثة من السفينة وأنها كانت على بعد 8 أميال بحرية من السفينة. وأعلنت القوات المسلحة اليمنية الموالية لحركة أنصار الله الحوثيون تنفيذ عمليتين عسكريتين في البحر الأحمر استهدفت في العملية الأولى مدمرة أمريكية بعدد لم تحدده من الصواريخ الباليستية، وفي العملية الثانية استهدفت سفينة كابتن باريس بعدد لم تحدده من الصواريخ البحرية، واستهداف سفينة هابي كوندور في بحر العرب بعدد لم تحدده من الطائرات المسيرة بسبب انتهاك الشركة المالكة لها "قرار حظر الدخول إلى مواني فلسطين المحتلة".

#### 17 يونيو
6 غارات أمريكية وبريطانية تستهدف مطار الحديدة الدولي بينما 4 غارات استهدفت جزيرة كمران وفق قناة المسيرة التابعة لحركة أنصار الله.

#### 18 يونيو
أعلنت القيادة المركزية الأمريكية نجاح قواتها في تدمير 4 رادارات وقارب مسير في مناطق حركة أنصار الله الحوثيون في اليمن، وطائرة مسيرة في البحر الأحمر أطلقت من مناطق الحركة. وأعلنت هيئة عمليات التجارة البحرية البريطانية غرق سفينة تجارية استهدفتها القوات المسلحة اليمنية الموالية لحركة أنصار الله يوم 12 يونيو 2024 في البحر الأحمر على بعد 66 ميلا بحريا من جنوب غرب مدينة الحديدة اليمنية بزورق مسير وصواريخ، ويعتقد أنها السفينة إم في توتر.

#### 19 يونيو
أعلنت القيادة المركزية الأمريكية نجاح قواتها في تدمير 9 طائرات مسيرة واحدة منهن في خليج عدن تابعة للقوات المسلحة اليمنية الموالية لحركة أنصار الله الحوثيون. وأعلنت قناة المسيرة التابعة لحركة أنصار الله تعرض مجمع الحكومي في مديرية الجبين بمحافظة ريمة لأربع غارات جوية أمريكية وبريطانية. في حين 3 غارات أمريكية وبريطانية تستهدف منطقة الطائف بمديرية الدريهمي بمحافظة الحديدة.

#### 20 يونيو
أعلنت القيادة المركزية الأمريكية نجاح قواتها في تدمير زورقين مسيرين تابعين للقوات المسلحة اليمنية الموالية لحركة أنصار الله في البحر الأحمر، وأكدت تدمير قواتها لمحطة تحكم أرضية ووحدة قيادة وسيطرة في مناطق سيطرة حركة أنصار الله في اليمن. وقالت قناة المسيرة التابعة لحركة أنصار الله إن غارة أمريكية بريطانية استهدفت مديرية الصليف بمحافظة الحديدة.

#### 21 يونيو
أعلنت القيادة المركزية الأمريكية نجاح قواتها في تدمير 4 زوارق مسيرة وطائرتين مسيرتين في البحر الأحمر، وأشارت إلى تشكيل الزوارق المسيرة والطائرات المسيرة لتهديد وشيك للولايات المتحدة وقوات التحالف إضافة للسفن التجارية.

#### 22 يونيو
أعلنت هيئة عمليات التجارة البحرية البريطانية عن وقوع انفجارات في محيط سفينة تجارية كانت تبحر في خليج عدن على بعد 126 ميلا بحريا من شرق مدينة عدن اليمنية. و4 غارات جوية أمريكية وبريطانية على مديرية اللحية بمحافظة الحديدة. وأعلنت القوات المسلحة اليمنية الموالية لحركة أنصار الله الحوثيون استهداف سفينة ترانسورلد نافيجيتور في بحر العرب بعدد لم تحدده من الصواريخ الباليستية،. واستهداف حاملة الطائرات الأمريكية يو إس إس دوايت أيزنهاور في شمال البحر الأحمر بعدد لم تحدده من الصواريخ الباليستية والمجنحة، وأكدت نجاح أهداف عملية الاستهداف. وقالت وكالة رويترز إن مسؤولين أمريكيين نفوا استهداف القوات المسلحة اليمنية الموالية لحركة أنصار الله الحوثيون حاملة الطائرات الأمريكية أيزنهاور في البحر الأحمر. وفي بيان منفصل أعلنت القوات المسلحة اليمنية الموالية لحركة أنصار الله الحوثيون تنفيذ عمليتين عسكريتين مع المقاومة الإسلامية العراقية استهدفت في العملية الأولى 4 سفن في ميناء حيفاء اثنتين منهما ناقلتا أسمنت والاثنتين الأخرى سفينتا شحن، بينما استهدفت في العملية الثانية سفينة شورثورن إكسبرس في البحر الأبيض المتوسط خلال توجهها إلى ميناء حيفا بعدد لم تحدده من الطائرات المسيرة.

#### 23 يونيو
أعلنت القيادة المركزية الأمريكية نجاح قواتها في تدمير 3 قوارب مسيرة في البحر الأحمر تابعة للقوات المسلحة اليمنية الموالية لحركة أنصار الله، وأشارت إلى إطلاق 3 صواريخ باليستية مضادة للسفن من مناطق سيطرة حركة أنصار الله في اليمن بتجاه خليج عدن، ونفت تعرض حاملة الطائرات الأمريكية أيزنهاور لهجوم. 

استهداف سفينة ترانسوورلد نافيغيتو في البحر الأحمر بزورق مسير

وأعلنت هيئة عمليات التجارة البحرية البريطانية تعرض سفينة تجارية لهجوم بطائرات مسيرة في البحر الأحمر على بعد 65 ميلا بحريا من غرب مدينة الحديدة اليمنية، وأشارت إلى وقوع أضرار بسفينة جراء الهجوم، وأعلنت الهيئة في بيان منفصل مغادرة طاقم سفينة تجارية على بعد 96 ميلا بحريا شرق ميناء نشطون في اليمن، بعد تسرب المياه الى داخل السفينة وتعذر احتواؤها، وأعلنت في تحديث منفصل إصابة سفينة بقذيفة مجهولة خلال إبحارها في البحر الأحمر على بعد 23 ميلا بحريا غرب مدينة المخا اليمنية، وأشارت إلى اشتعال النيران في السفينة وتمكن من إخماده. وأعلنت القوات المسلحة اليمنية الموالية لحركة أنصار الله الحوثيون استهداف سفينة ستولت سيكويا في المحيط الهندي بعدد لم تحدده من الصواريخ المجنحة وأكدت نجاح عملية الاستهداف، بينما أعلنت أنها استهدفت السفينة ترانسوورلد نافيغيتو في البحر الأحمر بزورق مسير وإصابة السفينة بشكل مباشر.

#### 24 يونيو
قالت القيادة المركزية الأمريكية ان القوات المسلحة اليمنية الموالية لحركة أنصار الله الحوثيون استهدفت سفينة ترانس وورلد نافيجيتور بما يعتقد بطائرة مسيرة. وأعلنت هيئة عمليات التجارة البحرية البريطانية عن وقوع انفجار قرب سفينة كانت تبحر على بعد 246 ميلا بحريا جنوب شرق ميناء نشطون اليمنية.

#### 25 يونيو
أعلنت القوات المسلحة اليمنية الموالية لحركة أنصار الله الحوثيون استهداف سفينة (إم إس سي سارة في) الإسرائيلية في بحر العرب بصاروخ باليستي جديد يستخدم لأول مرة، وأكدت على أن الصاروخ أصاب السفينة بشكل مباشر ودقيق.

#### 26 يونيو
أعلنت هيئة التجارة البحرية البريطانية عن سقوط صاروخ بالقرب من سفينة كانت تبحر على بعد 52 ميلا بحريا من جنوب مدينة عدن اليمنية، وأعلنت القوات المسلحة اليمنية الموالية لحركة أنصار الله الحوثيون تنفيذ عملية مشتركة مع المقاومة الإسلامية العراقية استهدفت فيها السفينة الإسرائيلية إم إس سي مانزانيلو في ميناء حيفا بعدد لم تحدده من الطائرات المسيرة، وأكدت نجاح العملية. وأعلن المتحدث الرسمي باسم القوات المسلحة اليمنية الموالية لحركة أنصار الله الحوثيون يحيى سريع عن استخدام صاروخ فرط صوتي محلي الصنع يحمل اسم حاطم 2 في استهداف السفينة إم إس سي سارة يوم 25 يونيو 2024 في بحر العرب، وأعلنت شركة الشحن الروسية سوفكومفلوت أن سفينتها إن إس أفريقيا أنقذت طاقم سفينة لافانت بعد دخول المياه إلى السفينة جنوب شرق ميناء نشطون اليمني.

#### 27 يونيو
أعلنت شركة الأمن البحري البريطانية أمبري عن تعرض سفينة تجارية في البحر الأحمر لمقذوف خلال إبحارها على بعد 84 ميلا بحريا من ميناء الحديدة، وأعلنت القوات المسلحة اليمنية الموالية لحركة أنصار الله تنفيذ عملية عسكرية مشتركة مع المقاومة الإسلامية في العراق استهدفت فيها هدفا وصفته بالحيوي بعدد لم تحدده من الصواريخ المجنحة، وأشارت إلى نجاح العملية. وأعلنت استهداف سفينة سيجوي في البحر الأحمر باستخدام زورق مسير وعدد لم تحدده من الصواريخ والطائرات المسيرة، وأشارت إلى إصابة السفينة بشكل مباشر ودقيق.

#### 28 يونيو
4 غارات أمريكية وبريطانية على منطقة الظهرة في مديرية ماوية بمحافظة تعز. و4 غارات تستهدف مطار الحديدة الدولي. وأعلنت هيئة عمليات التجارة البحرية البريطانية عن سقوط 5 صواريخ قرب سفينة في البحر الأحمر على بعد 150 ميلا بحريا من شمال غرب الحديدة. وأعلنت القوات المسلحة اليمنية الموالية لحركة أنصار الله الحوثيون عن عملية مشتركة مع المقاومة الإسلامية في العراق استهدفت فيها سفينة والر في البحر الأبيض المتوسط بعدد لم تحدده من الطائرات المسيرة، وأشارت إلى أن السفينة كانت في طريقها إلى ميناء حيفا. وأعلنت القوات المسلحة اليمنية الموالية لحركة أنصار الله الحوثيون تنفيذ 3 عمليات عسكرية، استهدفت في العملية الأولى السفينة الأمريكية ديلونيكس في البحر الأحمر بعدد لم تحدده من الصواريخ الباليستية، بينما في العملية الثانية استهدفت سفينة يوانيس في البحر الأحمر بعدد لم تحدده من الزوارق المسيرة بسبب انتهاك الشركة المالكة لها "قرار حظر الدخول إلى مواني فلسطين المحتلة"، وفي العملية الثالثة استهدفت سفينة يوهانس ميرسك في البحر الأبيض بصاروخ مجنح، وأكدت نجاح عمليات الاستهداف الثلاث.

#### 29 يونيو
أعلنت القيادة المركزية الأمريكية نجاح قواتها في تدمير 7 طائرات مسيرة ومركبة محطة تحكم أرضي في مناطق سيطرة حركة أنصار الله في اليمن.

#### 30 يونيو
أعلنت هيئة عمليات التجارة البحرية البريطانية عن تلقيها بلاغ بحادثة بحرية على بعد 13 ميلا بحريا من جنوب غرب مدينة المخا اليمنية، وأشارت إلى اقتراب 12 قاربا صغيرا من السفينة والبقاء بجوار السفينة مدة ساعة.

### يوليو

#### 1 يوليو
أعلنت القيادة المركزية الأمريكية نجاح قواتها في تدمير 3 زوارق مسيرة في البحر الأحمر تابعة للقوات المسلحة اليمنية الموالية لحركة أنصار الله الحوثيين، وأشارت إلى أن الزوارق الثلاثة مثلت تهديدا لقوات الولايات المتحدة والتحالف والسفن التجارية. وأعلنت القوات المسلحة اليمنية الموالية لحركة أنصار الله الحوثيين استهداف سفينة يونيفك الإسرائيلية في البحر الأحمر بعدد لم تحدده من الصواريخ المجنحة، وسفينة ديلونكس الأمريكية في البحر الأحمر، وسفينة إنزال بريطانية اسمها أنفيل في المحيط الهندي، وسفينة لاكي سيلور في البحر المتوسط بعدد لم تحدده من الصواريخ المجنحة، وأشارت إلى نجاح عمليات الاستهداف.

#### 19 يوليو
أعلنت القوات المسلحة اليمنية الموالية لحركة أنصار الله الحوثيون عن استهداف مدينة تل أبيب بطائرة مسيرة جديدة تحمل اسم يافا واشارت إلى قدرتها على تجاوز الأنظمة الدفاعية والتخفي عن الرادارات، وأعلن الجيش الإسرائيلي سقوط هدف جوي في تل أبيب تسبب بمقتل شخص وجرح 10.

#### 20 يوليو
حركة أنصار الله الحوثيون تعلن تعرض اهداف مدنية من ضمنها منشآت تكرير النفط في ميناء الحديدة في مدينة الحديدة لغارات إسرائيلية، والجيش الإسرائيلي يعلن عن شن غارات جوية على محافظة الحديدة ردا على على مئات الهجمات التي تشنها حركة أنصار الله الحوثيون على إسرائيل،